# Shinobu Sekine
Shinobu Sekine, född 20 september 1943 i Oarai i Ibaraki, Japan, död 18 december 2018, var en japansk judoutövare.
Han tog OS-guld i herrarnas mellanvikt i samband med de olympiska judotävlingarna 1972 i München.